# Basílica de São Nicolau no Cárcere
San Nicola in Carcere ou Basílica de São Nicolau no Cárcere é uma basílica menor e igreja titular situada perto do Fórum Boário, no rione Ripa, em Roma, Itália, e dedicada a São Nicolau de Mira. É também a igreja nacional dos mexicanos em Roma. É a igreja titular da diaconia de São Nicolau no Cárcere. 

## História
A primeira igreja neste local foi construída provavelmente no século VI e uma inscrição do século X pode ser vista numa coluna raiada perto da entrada, mas a primeira dedicação definitiva é uma placa na própria igreja datando de 1128.
Foi construída no Fórum Holitório utilizando materiais de construção das ruínas do local perto de uma prisão ("cárcere") que, segundo a tradição, localizava-se ali. Porém, o epíteto "in Carcere" ("na prisão") só foi alterado para "in Carcere Tulliano" no século XIV por conta de uma identificação errônea, pois a prisão que ali estava era da época bizantina.
Spolia de todas estas ruínas antigas são aparentes na construção da igreja, principalmente as três colunas do Templo de Juno Sóspita que foram incorporadas tanto na fachada do século X e, depois de 1599, na fachada norte da igreja. A dedicação de São Nicolau foi obra da população grega que vivia na região. No século XI, a igreja era conhecida como "Igreja de Pedro Leão" (Petrus Leonis), uma referência à família de judeus convertidos que reconstruiu o vizinho Teatro de Marcelo como uma fortaleza.
A igreja foi completamente reconstruída em 1599 com uma nova fachada de Giacomo della Porta, mas o campanário medieval, que era originalmente uma torre fortificada que foi adaptada como torre sineira depois de abandonada, não foi alterado. Uma escadaria abaixo do altar-mor leva até uma cripta, localizada na base do antigo templo romano. Ali está uma antiga banheira de basalto que guarda relíquias de antigos mártires.

## Tempos modernos
A igreja é conhecida pelas suas celebrações em homenagem à Virgem Maria: uma é a "Nossa Senhora de Pompeia" e outra é a mexicana Nossa Senhora de Guadalupe, em cuja festa uma pintura considerada milagrosa, enviada do México em 1773, é mostrada.

## Galeria

Imagens da igreja
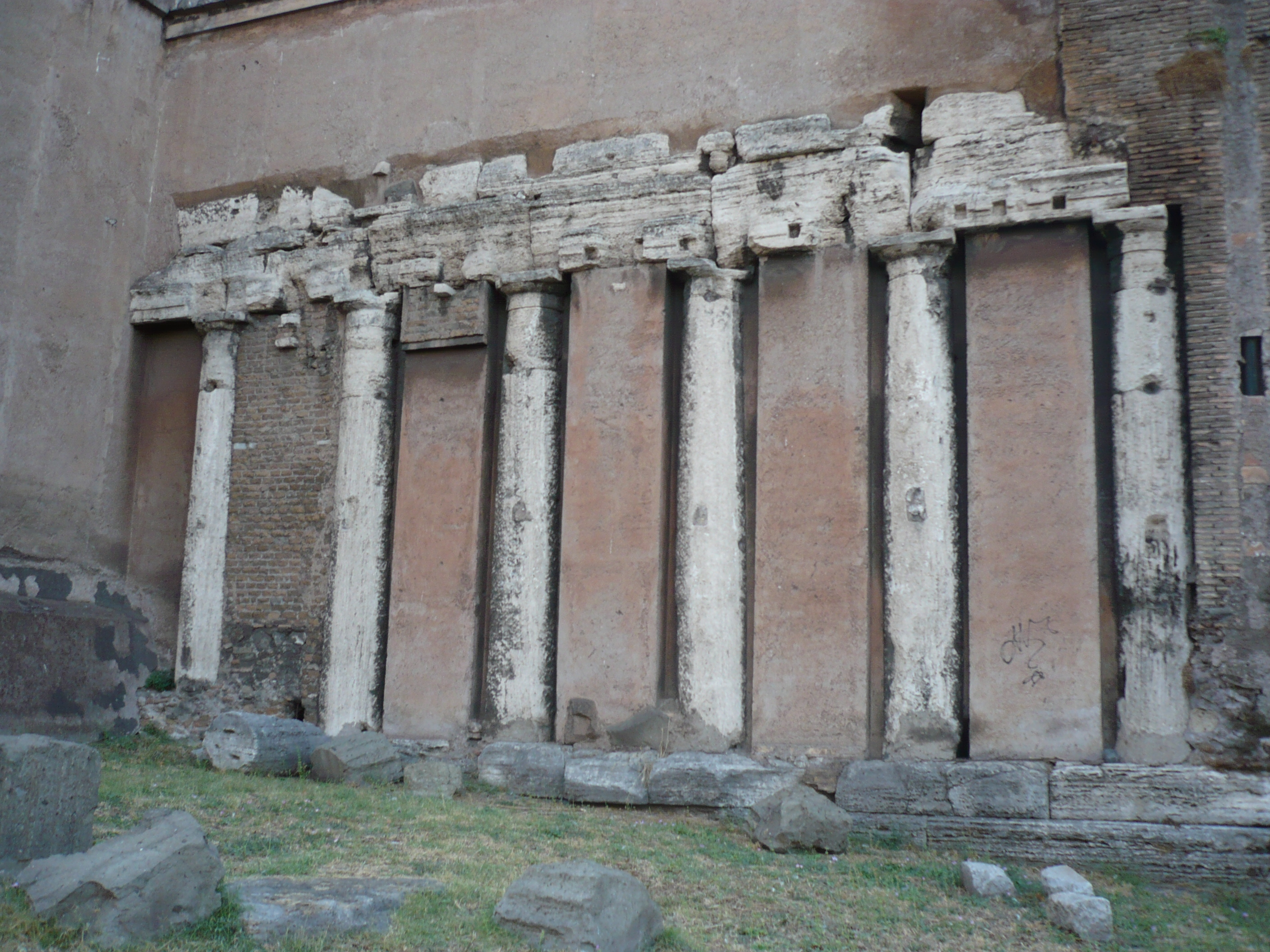
Colunas do Templo da Esperança incorporadas na fachada norte de San Nicola
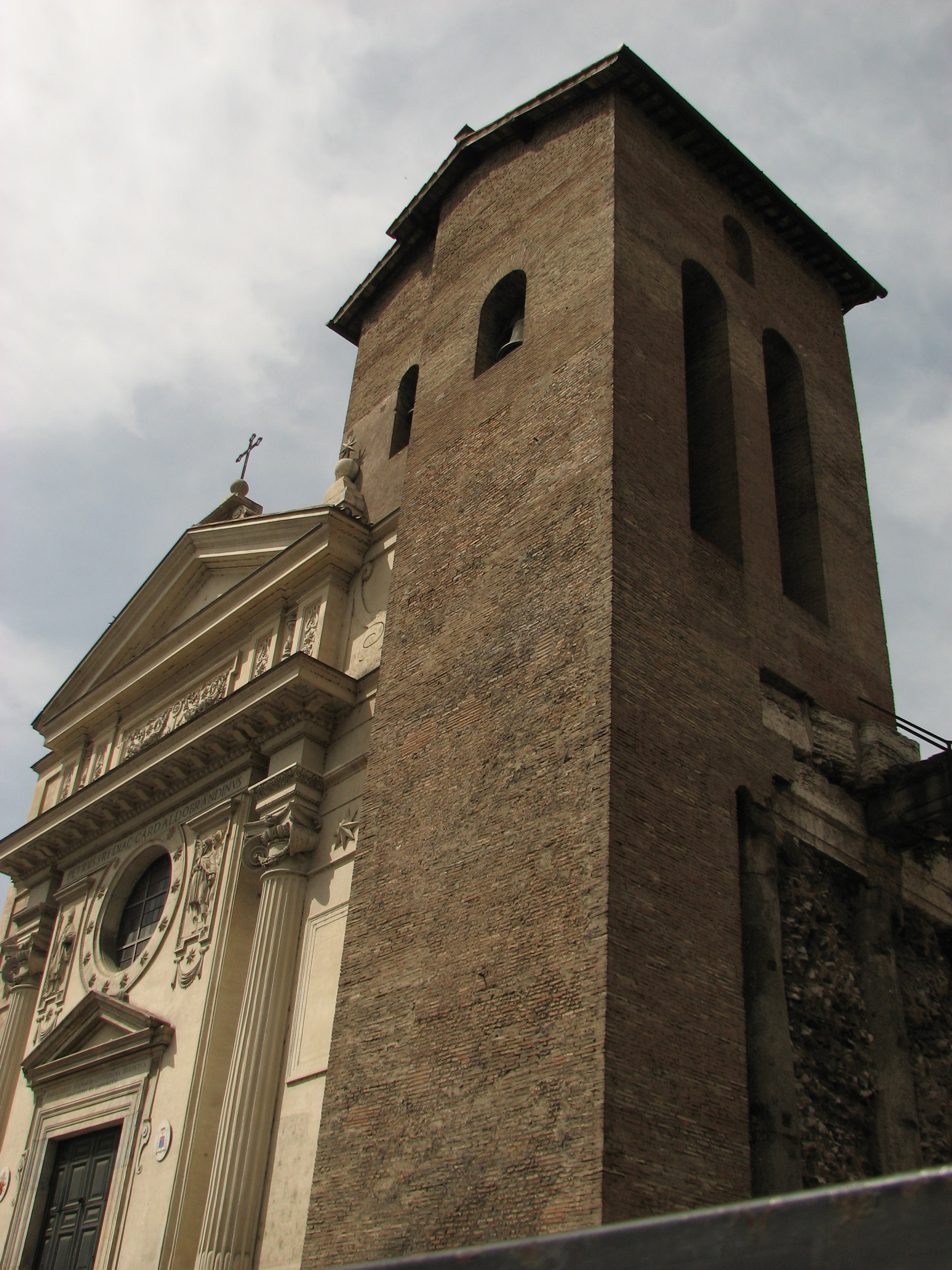
Torre fortificada transformada em torre sineira da igreja em 1599
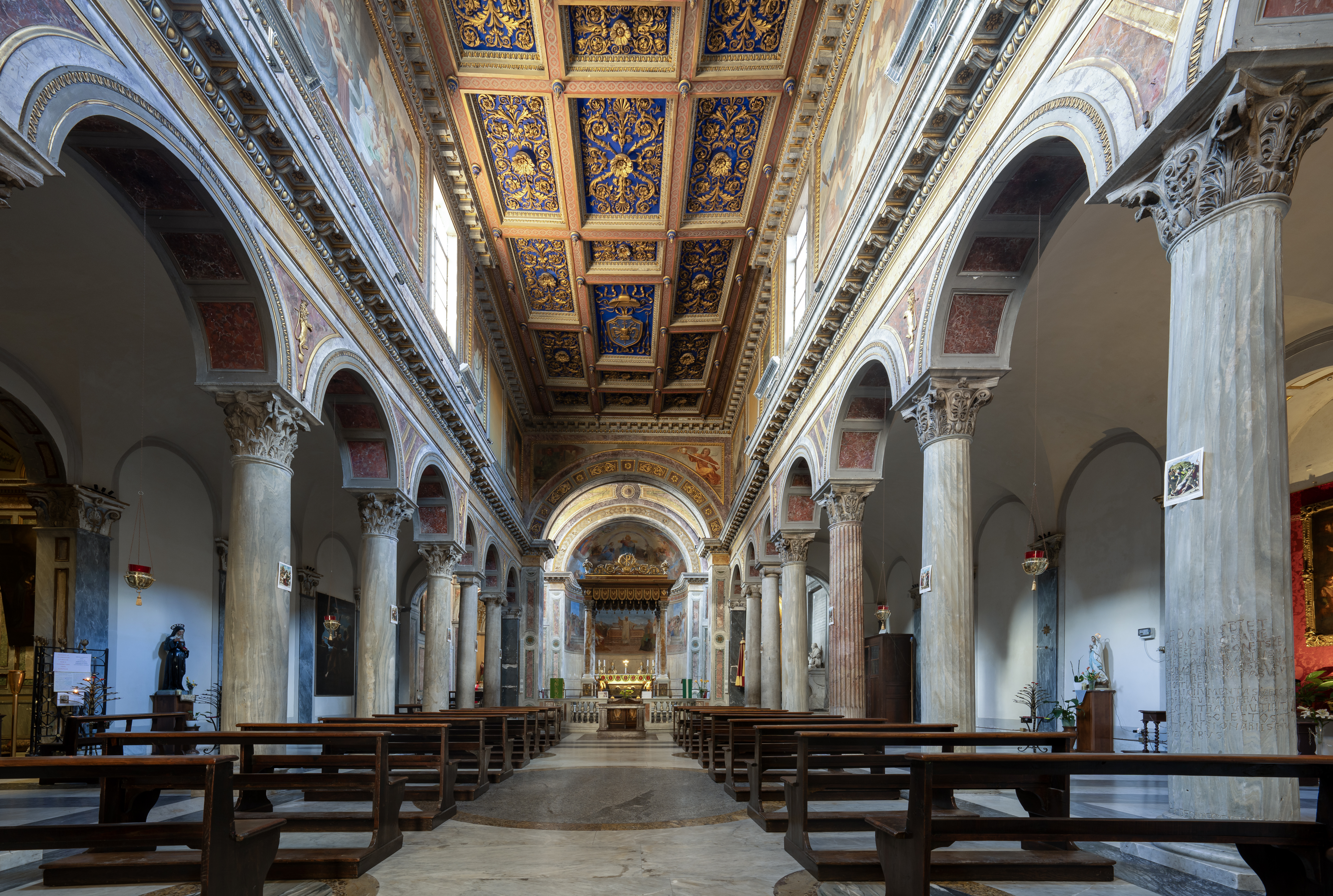
Vista do interior
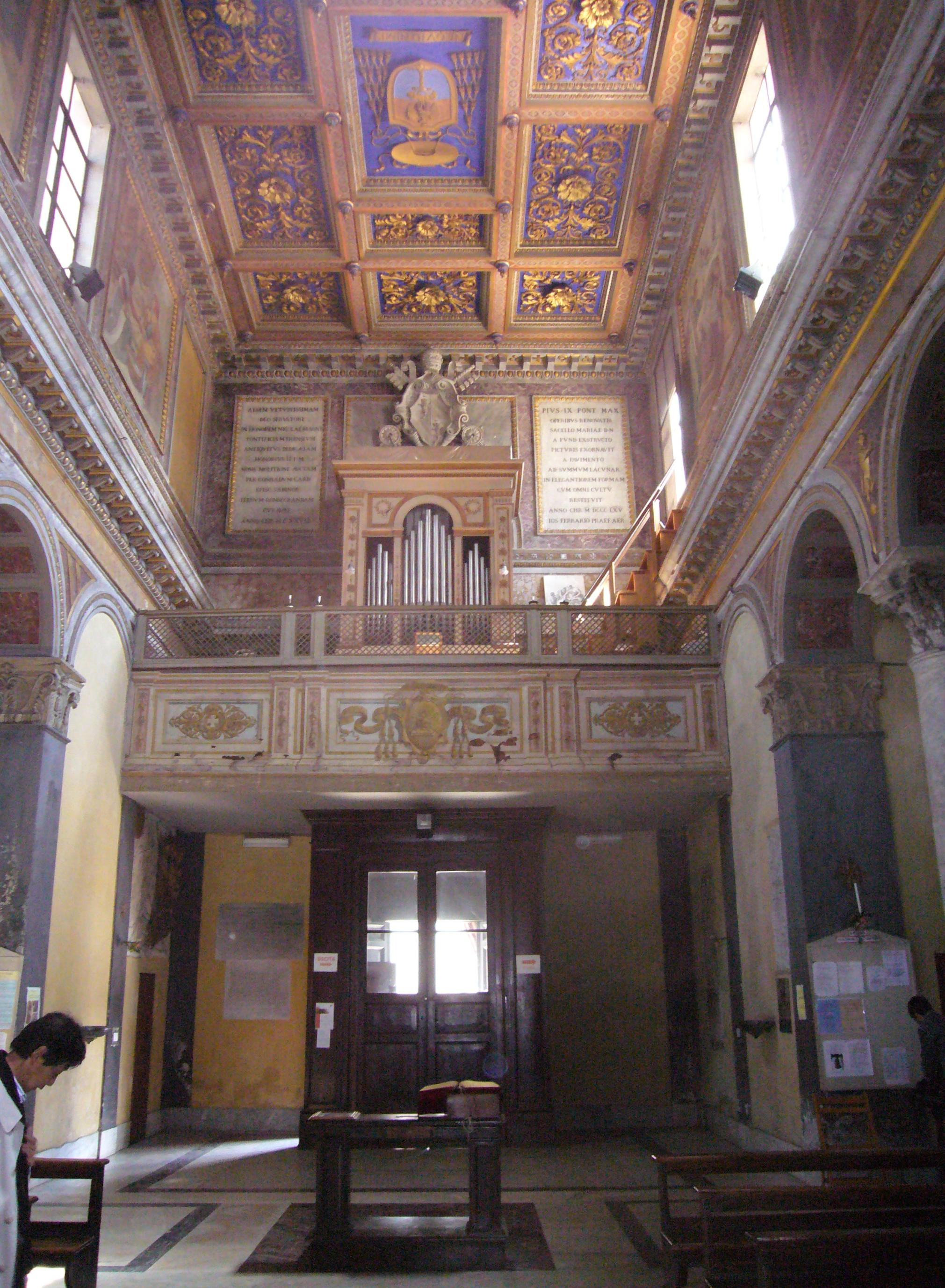
Órgão e nave
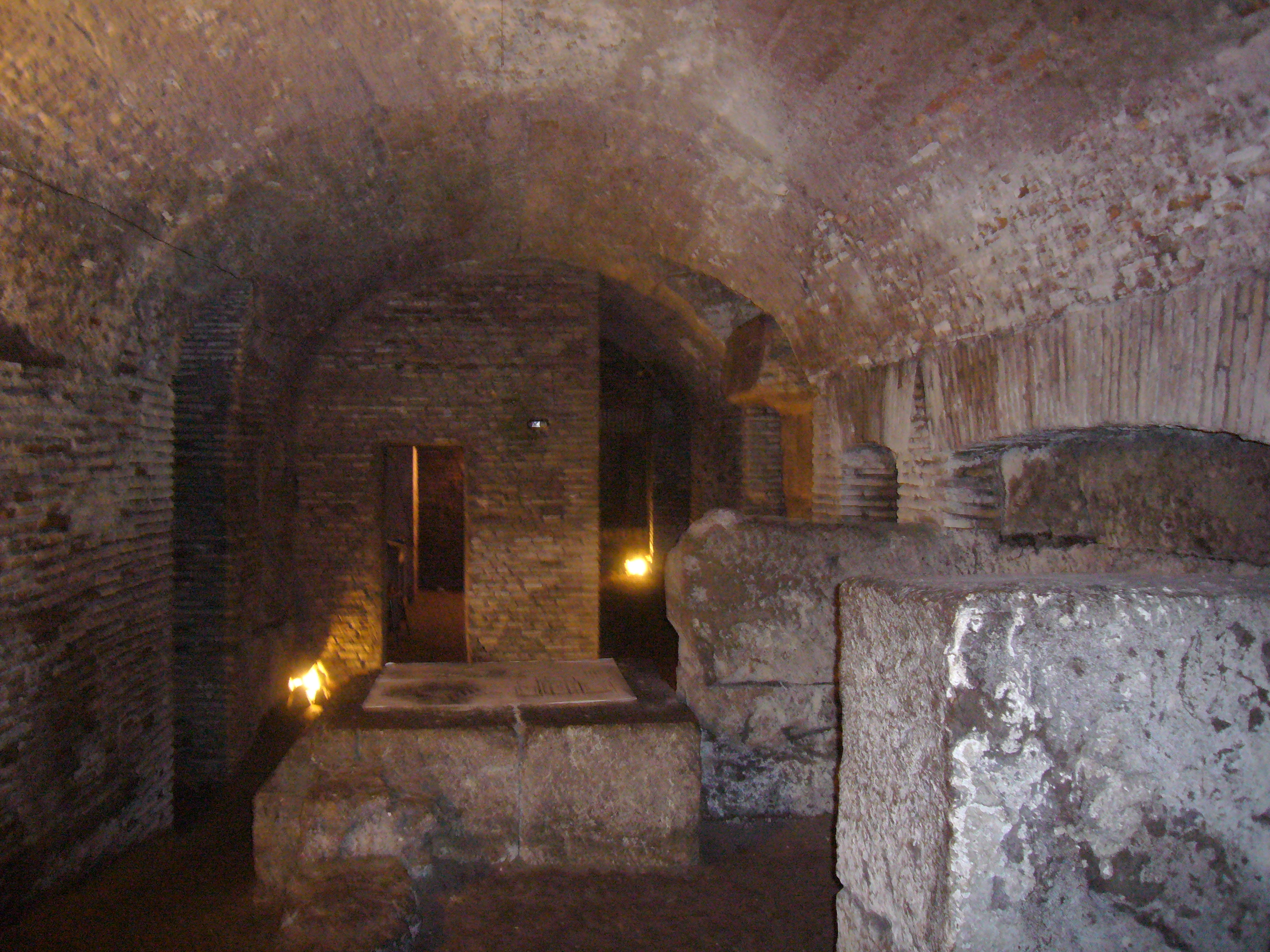
Estruturas abaixo da igreja

## Ligações  externas
- «Ruínas subterrâneas» (em inglês). Revealed Rome